# Madjer
João Victor Saraiva, czyli Madjer (ur. 22 stycznia 1977 w Luandzie w Angoli) – piłkarz plażowy grający na pozycji napastnika. Zdobył z reprezentacją Portugalii mistrzostwo świata w 2001 oraz 2015 i kilka razy Euro Beach Soccer League. Indywidualnie dostał kilka nagród dla najlepszego piłkarza świata. Został także 5 razy królem strzelców plażowego mundialu. Od 2008 jest kapitanem w kadrze. Zastąpił kończącego karierę Hernâniego.

## Statystyki na Mistrzostwach Świata
| Rok     | Występy | Bramki |
| ------- | ------- | ------ |
| 2002    | 5       | 9      |
| 2004    | 5       | 12     |
| 2005    | 5       | 12     |
| 2006    | 6       | 21     |
| 2007    | 4       | 8      |
| 2008    | 6       | 13     |
| 2009    | 5       | 13     |
| 2011    | 6       | 12     |
| 2013    | 6       | 7      |
| 2015    | 6       | 8      |
| Łącznie | 48      | 108    |